# Balázs Baji
Balázs Baji (ur. 9 czerwca 1989 w Békéscsabie) – węgierski lekkoatleta specjalizujący się w biegach płotkarskich.
Jako junior startował w imprezach międzynarodowych jednak nie odnosił w nich sukcesów. Bez sukcesów brał udział w 2009 i 2011 w halowych mistrzostwa Europy. W 2011 został młodzieżowym wicemistrzem Europy. Srebrny medalista europejskiego czempionatu w Amsterdamie (2016). Rok później stanął w Londynie na najniższym stopniu podium mistrzostw świata.
Wielokrotny mistrz i rekordzista kraju.
Rekordy życiowe: bieg na 60 metrów przez płotki – 7,53 (19 lutego 2017, Budapeszt) – rekord Węgier; bieg na 110 metrów przez płotki – 13,15 (4 lipca 2017, Székesfehérvár) – rekord Węgier.

## Osiągnięcia
| Rok  | Impreza                               | Miejsce        | Konkurencja                | Lokata            | Wynik |
| ---- | ------------------------------------- | -------------- | -------------------------- | ----------------- | ----- |
| 2007 | Mistrzostwa Europy juniorów           | Hengelo        | bieg na 110 m przez płotki | półfinał          | 13,80 |
| 2008 | Mistrzostwa świata juniorów           | Bydgoszcz      | bieg na 110 m przez płotki | 7. miejsce        | 13,60 |
| 2009 | Halowe mistrzostwa Europy             | Turyn          | bieg na 60 m przez płotki  | eliminacje        | 7,94  |
| 2009 | Młodzieżowe mistrzostwa Europy        | Kowno          | bieg na 110 m przez płotki | eliminacje        | 13,96 |
| 2010 | Mistrzostwa Europy                    | Barcelona      | bieg na 110 m przez płotki | eliminacje        | 14,01 |
| 2011 | Halowe mistrzostwa Europy             | Paryż          | bieg na 60 m przez płotki  | eliminacje        | 7,77  |
| 2011 | Młodzieżowe mistrzostwa Europy        | Ostrawa        | bieg na 110 m przez płotki | 2. miejsce        | 13,58 |
| 2011 | Mistrzostwa świata                    | Daegu          | bieg na 110 m przez płotki | el. – 30. miejsce | 14,06 |
| 2012 | Mistrzostwa Europy                    | Helsinki       | bieg na 110 m przez płotki | półfinał          | 13,68 |
| 2012 | Igrzyska olimpijskie                  | Londyn         | bieg na 110 m przez płotki | el. – 35. miejsce | 13,76 |
| 2013 | Halowe mistrzostwa Europy             | Göteborg       | bieg na 60 m przez płotki  | 4. miejsce        | 7,56  |
| 2013 | I liga drużynowych mistrzostw Europy  | Dublin         | bieg na 110 m przez płotki | 1. miejsce        | 13,45 |
| 2013 | Mistrzostwa świata                    | Moskwa         | bieg na 110 m przez płotki | półfinał          | 13,49 |
| 2014 | Halowe mistrzostwa świata             | Sopot          | bieg na 60 m przez płotki  | półfinał          | 7,63  |
| 2014 | Mistrzostwa Europy                    | Zurych         | bieg na 110 m przez płotki | 4. miejsce        | 13,29 |
| 2015 | Halowe mistrzostwa Europy             | Praga          | bieg na 60 m przez płotki  | 7. miejsce        | 7,65  |
| 2015 | II liga drużynowych mistrzostw Europy | Stara Zagora   | bieg na 110 m przez płotki | 2. miejsce        | 13,71 |
| 2015 | Mistrzostwa świata                    | Pekin          | bieg na 110 m przez płotki | półfinał          | 13,51 |
| 2016 | Halowe mistrzostwa świata             | Portland       | bieg na 60 m przez płotki  | 6. miejsce        | 7,65  |
| 2016 | Mistrzostwa Europy                    | Amsterdam      | bieg na 110 m przez płotki | 2. miejsce        | 13,28 |
| 2016 | Igrzyska olimpijskie                  | Rio de Janeiro | bieg na 110 m przez płotki | półfinał          | 13,52 |
| 2017 | Halowe mistrzostwa Europy             | Belgrad        | bieg na 60 m przez płotki  | półfinał          | DQ    |
| 2017 | II liga drużynowych mistrzostw Europy | Tel Awiw       | bieg na 110 m przez płotki | 2. miejsce        | 13,39 |
| 2017 | Mistrzostwa świata                    | Londyn         | bieg na 110 m przez płotki | 3. miejsce        | 13,28 |
| 2017 | Uniwersjada                           | Tajpej         | bieg na 110 m przez płotki | 1. miejsce        | 13,35 |
| 2018 | Halowe mistrzostwa świata             | Birmingham     | bieg na 60 m przez płotki  | półfinał          | 7,64  |
| 2018 | Mistrzostwa Europy                    | Berlin         | bieg na 110 m przez płotki | 8. miejsce        | 13,55 |